# Heptadecàgon

Heptadecàgon regular.

En geometria, un heptadecàgon és un polígon de disset costats i, per tant, de disset vèrtexs.
El nom "heptadecàgon" prové del grec antic hepta "set" + deca "deu" + gon "angle".
L'heptadecàgon regular és construïble amb regle i compàs.

## Construcció d'un heptadecàgon regular
A continuació es presenta un mètode de construcció del heptadecàgon regular amb regle i compàs en 64 passos. Cal tenir en compte que entre els passos 8 i 11 no es modifica l'obertura del compàs.